# Rui Barros
Rui Gil Soares de Barros (* 24. November 1965 in Paredes) ist ein ehemaliger portugiesischer Fußballspieler und derzeitiger -trainer. Berühmt wurde der kleine, stämmige Rui Barros durch seine schnellen Dribblings und gefährlichen Flanken.

## Karriere
Barros begann seine Fußballkarriere beim FC Porto, wo er die Saison 1985/1986 spielte, sich aber nicht durchsetzen konnte und an den kleinen Erstligaverein Varzim SC ausgeliehen wurde. Sein Debüt in der Portugiesischen Fußballnationalmannschaft gab Rui Barros am 29. März 1987 in dem EM-Qualifikationsspiel gegen Malta in Funchal/Madeira. Er kam in seiner Karriere auf 36 Einsätze für Portugal in den nächsten neun Jahren, wobei er allerdings für einen offensiven Mittelfeldspieler mit vier Toren wenig Treffer erzielte.
Nach seinem Erfolg beim Varzim SC holte ihn der FC Porto gleich in der nächsten Saison zurück. Barros entwickelte sich zum Führungsspieler des Kaders. Er führte die Mannschaft zum Gewinn des Weltpokals gegen Peñarol Montevideo aus Uruguay und zum Sieg über Ajax Amsterdam im UEFA Super Cup.
Nach diesen Erfolgen des Mittelfeldregisseurs wurde Juventus Turin auf Barros aufmerksam und verpflichtete ihn für zwei Jahre von 1988 bis 1990. 1988 wurde Barros in Portugal zum Fußballer des Jahres gewählt. Einer der Tiefpunkte in Ruí Barros Karriere war die mit der Nationalmannschaft um wenige Punkte verpasste Qualifikation für die WM 1990 in Italien.
In der Saison 1990/1991 wechselte er zum AS Monaco, wo er bis 1993 spielte. Mit Monaco verlor er 1992 das Finale im Europapokal der Pokalsieger gegen das Team von Werder Bremen. In der Saison 1993/94 spielte er bei Olympique Marseille und erlebte den Skandal um die manipulierten Spiele in der französischen Liga, der dazu führte, dass Marseille mit dem Zwangsabstieg sanktioniert wurde. Daraufhin kehrte Barros zurück zu seinem Heimatverein FC Porto, wo e die letzten Jahre seine Fußballerkarriere spielte. Er war dabei, als der FC Porto von 1994/95 bis 1998/99 fünf Landesmeistertitel in Folge errang. 
Nach seiner Rückkehr nach Portugal spielte er noch einige Mal im Nationalteam, wurde aber von Nationaltrainer António Oliveira nicht in den Kader für die Europameisterschaft 1996 berufen. Oliveira bevorzugte den schnell in Vergessenheit geratenen Hugo Porfírio an Stelle von Rui Barros, was zu einigen Kontroversen mit der Presse im Land führte. Seinen letzten Auftritt in der Nationalelf hatte Barros am 14. Dezember 1996 bei dem WM-Qualifikationsspiel gegen Deutschland in Lissabon.
Rui Barros beendete offiziell seine Spielerkarriere in der Saison 1999/2000 im Alter von 34 Jahren. In der Saison 2005/06 war er beim FC Porto Assistenztrainer des holländischen Coaches Co Adriaanse, den er auch nach dessen Entlassung im August 2006 übergangsweise erfolgreich vertrat und mit der Mannschaft den Portugiesischen Super-Cup gewann.